# Třída Nagara
Třída Nagara (長良型 Nagara gata) byla třída lehkých křižníků japonského císařského námořnictva z období druhé světové války. Jednalo se o modifikovanou verzi třídy Kuma. Jejich hlavním úkolem bylo vedení japonských torpédoborců. Postaveno bylo šest křižníků této třídy. Ve službě byly v letech 1922–1945. Všechny byly zničeny ve druhé světové válce.

## Stavba
Plavidla byla vylepšenou verzí předcházející třídy Kuma, lišící se především instalací nových 610mm torpédometů. Celkem bylo v letech 1920–1925 postaveno šest jednotek této třídy.
Jednotky třídy Nagara:
| Jméno            | Loděnice           | Založení kýlu     | Spuštěna        | Vstup do služby    | Poznámka |
| ---------------- | ------------------ | ----------------- | --------------- | ------------------ | --- |
| Nagara (長良)    | Sasebo             | 9. září 1920      | 25. dubna 1921  | 21. dubna 1922     | Dne 7. srpna 1944 byl poblíž Nagasaki potopen americkou ponorkou USS Croaker (SS-246).                                                                                          |
| Isuzu (五十鈴)   | Uraga, Tokio       | 10. srpna 1920    | 29. října 1921  | 15. srpna 1923     | V prosinci 1943 poškozen náletem, při opravách upraven na protiletadlový křižník. Dne 7. dubna 1945 byl potopen americkými ponorkami USS Gabilan (SS-252) a USS Charr (SS-328). |
| Natori (名取)    | Micubiši, Nagasaki | 14. prosince 1920 | 16. února 1922  | 15. září 1922      | Dne 18. srpna 1944 byl potopen americkou ponorkou USS Hardhead (SS-365). |
| Jura (由良)      | Sasebo             | 21. května 1921   | 15. února 1922  | 20. března 1923    | Dne 25. října 1944 byl vážně poškozen americkými letadly a později potopen vlastními torpédoborci.                                                                              |
| Abukuma (阿武隈) | Uraga, Tokio       | 8. prosince 1921  | 16. března 1923 | 26. května 1925    | Dne 25. října 1944 byl v bitvě v průlivu Surigao poškozen americkým torpédovým člunem РТ-137 a druhý den potopen americkými palubními letadly.                                  |
| Kinu (鬼怒)      | Kawasaki, Kóbe     | 17. ledna 1921    | 29. května 1922 | 10. listopadu 1922 | Dne 26. října 1944 potopen americkými palubními letadly v bitvě v Sibuyanském moři.                                                                                             |

## Konstrukce

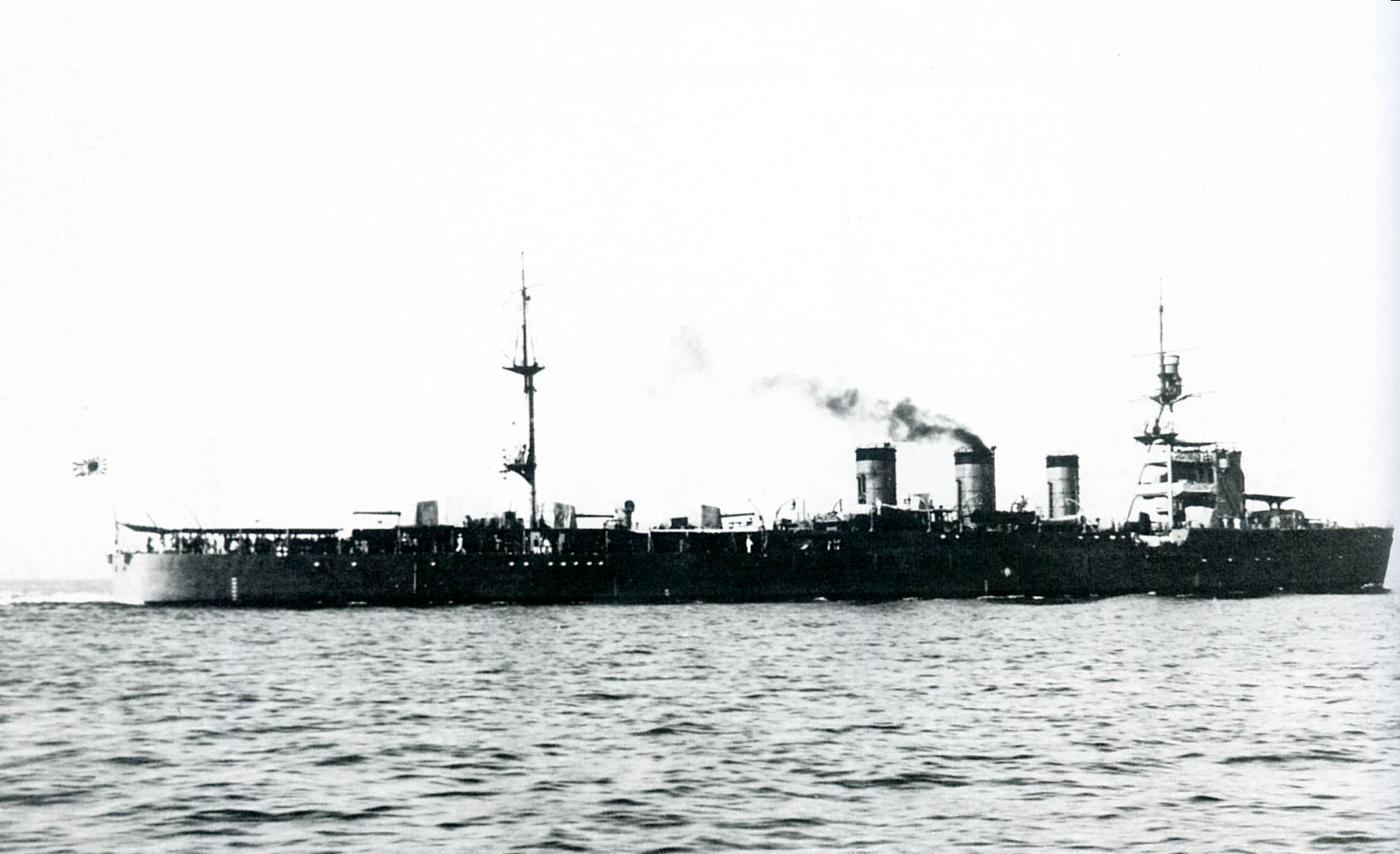
Křižník Natori

Hlavní výzbroj tvořilo sedm 140mm kanónů typu 3. roku, dva 76mm kanóny typu 3. roku, dva 6,5mm kulomety, osm 610mm torpédometů a až 48 min. Pohonný systém tvořilo 12 kotlů Kampon a čtyři turbíny Micubiši-Parsons-Gihon (u Oi Brown-Curtis) o výkonu 90 000 hp, pohánějící čtyři lodní šrouby. Nejvyšší rychlost dosahovala 36 uzlů. Dosah byl 6000 námořních mil při rychlosti 15 uzlů.

### Modifikace

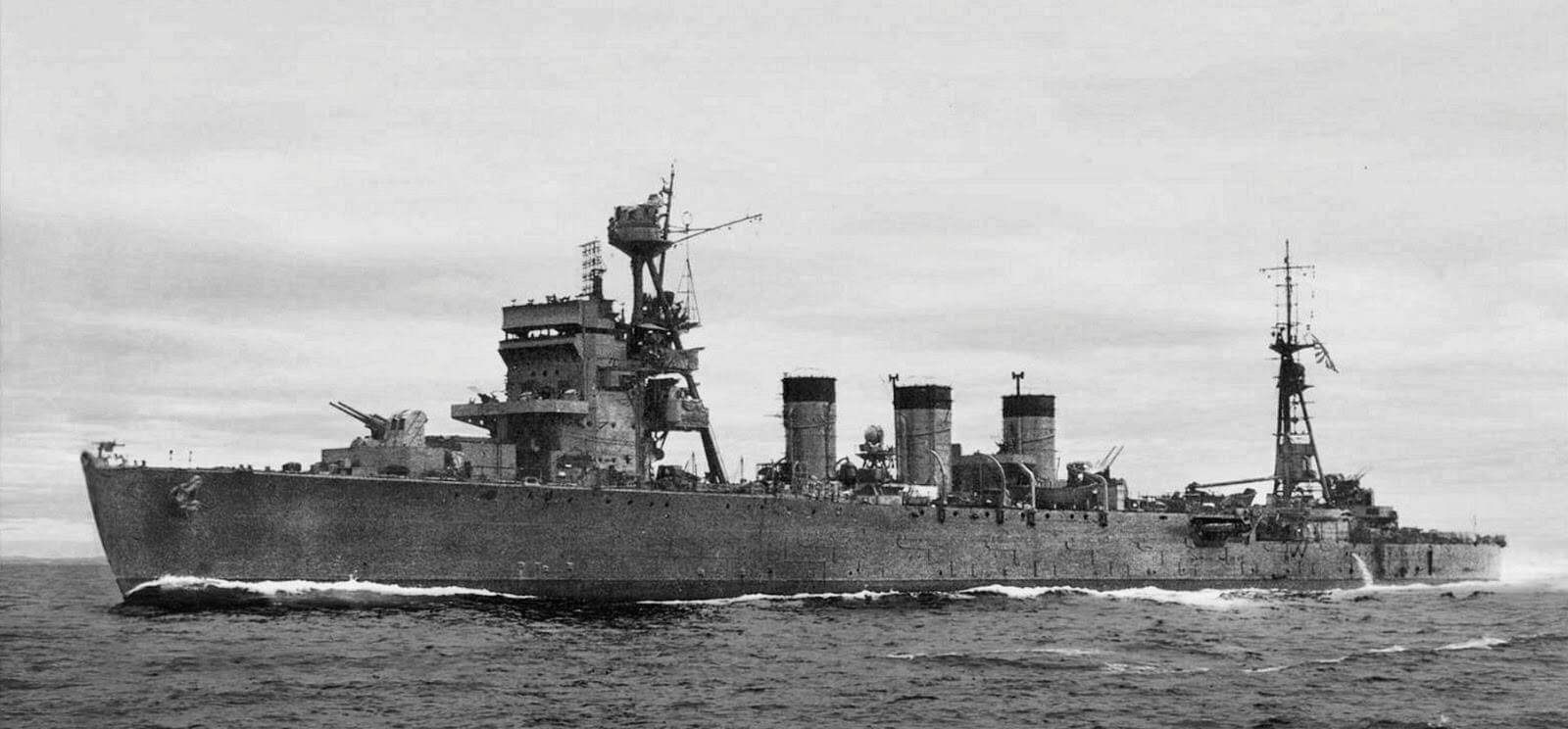
Modernizovaný křižník Isuzu v roce 1944

V letech 1934–1935 byly křižníky přestavěny za účelem zlepšení jejich stability. Výtlak se přiblížil 8000 tunám a rychlost poklesla na 32 uzlů. Složení výzbroje se během války dále měnilo.